# Henry Mountains
Die Henry Mountains sind eine Bergkette innerhalb der Rocky Mountains im südöstlichen US-Bundesstaat Utah. Die höchste Erhebung ist der 3512 m hohe Mount Ellen. Die Berge wurden nach dem ersten Vorsitzenden der Smithsonian Institution Joseph Henry (1797–1878) benannt und gehören zu den zuletzt vermessenen Bergen der Vereinigten Staaten (ohne Alaska und Hawaii). Die Henry Mountains waren bis nach dem Amerikanischen Bürgerkrieg (1861–1865) nahezu unbekannt und bis heute ist die Region abgelegen und nur dünn besiedelt.

## Geografie
Die Bergkette verläuft von Nord nach Süd, ist rund 96 km lang und 32 km breit und liegt im Garfield County, Utah. Die am nächsten gelegene Siedlung ist Hanksville mit 214 Einwohnern (2012). Das Gebirge wird im Osten und Süden vom Colorado River und dessen Nebenfluss Dirty Devil River begrenzt. Die nördliche Grenze ist die Waterpocket Fold (Wassertaschenfalte), während die westliche Grenze von der San Rafael Swell (San Rafael Schwelle) gebildet wird. Die höchsten Erhebungen von Nord nach Süd sind Mount Ellen 3512 m, Mount Pennell 3466 m, Mount Hillers 3268 m, Mount Holmes 2418 m und der Mount Ellsworth 2510 m. Die beiden letzten Gipfel sind vom Hauptgebirge durch ein Tal getrennt und werden auch die Little Rockies genannt.

## Geologie
John Wesley Powell erwähnte das Gebirge auf seiner Reise im Jahr 1869 und nannte es die Unbekannten Berge. 1871 kam er in diese Gegend zurück und gab dem Gebirge den Namen Henry Mountains nach seinem Freund Joseph Henry, dem Sekretär der Smithsonian Institution in Washington, D.C. 1875 beauftragte Powell den Geologen Grove Karl Gilbert, die einzigartige vulkanische Struktur der Henry Mountains zu untersuchen. Dieser benötigte zwei Jahre für die Studie, die ein Klassiker der modernen Geologie werden sollte: Report on the Geology of the Henry Mountains, herausgegeben 1877 vom United States Geological Survey, dem Geologischen Bundesamt der USA. In dieser Studie bezeichnet Gilbert die Henry Mountains erstmals als Lakkolithen, die aus Magma bestehen und von Sedimentgestein umgeben werden. Gilberts Report stellt ein Standardwerk der Geologie dar. Im Jahr 1950 wurden die Henry Mountains von dem Geologen Charles B. Hunt ebenfalls wissenschaftlich untersucht. Dieser stellte fest: Die Henry Mountains wurden in der geologischen Literatur sämtlicher Sprachen beschrieben und sind eine von den Örtlichkeiten, die wissenschaftlich allgemein bekannt sind.
Zu den Lakkolith-Gebirgen in Utah gehören auch die La Sal Mountains, Navajo Mountains und Abajo Mountains. Sie bestehen aus Magma, das durch die Erdkruste nach oben gepresst wurde und dann erkaltete. Jedes dieser Gebirge spendet lebenswichtige Feuchtigkeit über Wasserläufe, Gewitterstürme und die winterliche Schneedecke. In einer Umwelt mit nur geringer Feuchtigkeit steht der durchschnittliche jährliche Niederschlag von 89 cm in den Bergen in auffallendem Gegensatz zu den 26 cm in den Canyons und den Mesas der Ebene.

## Flora
Die Vegetationszonen reichen von der alpinen Hochgebirgsstufe bis zum warmen, trockenen Wüstenklima am Fuße der Berge. In den Gipfellagen gedeihen Flechten und Moose, an den Hängen wachsen Ponderosa-Kiefern, Pinyon-Kiefern, Wacholder und Gambel Eichen, sowie Rabbitbrush und Greasewood. In den tieferen Lagen sind Beifuß (engl. Sagebrush), Dogweed, Meerträubel, Yucca und Kakteen heimisch. Die Vegetation in den Henry Mountains wurde durch Überweidung drastisch geschädigt.

## Fauna
Im trockenen Wüstenklima des Colorado-Plateau und in den Henry Mountains leben Hirsche, Kaninchen, Kangurumäuse, Wühlmäuse und Zwergkaninchen, die sich fast ausschließlich von Beifuß ernähren. An Raubtieren gibt es Kojoten, Füchse, Luchse und vereinzelt Pumas. Die meisten Raubtiere wurden allerdings von den Ranchern getötet. An den Bergflüssen findet man vereinzelt Biber. Unter zahlreichen verschiedenen Reptilienarten sind besonders Klapperschlangen und Gila-Krustenechsen zu nennen. Sehr zahlreich sind auch Vögel vertreten, darunter Beifußhühner (engl. Sage grouse), Raben, Falken und andere Greifvögel. An kleineren Vogelarten gibt es Canyonzaunkönige, Spottdrosseln, Trauerseidenschnäpper, Helmwachteln, Spechte und Rennkuckucke.
Es fanden Versuche statt, einige große Säugetierarten wieder einzuführen, wie Elche und Bighornschafe, doch ohne Erfolg. Es gab allerdings die erfolgreiche Einführung von Bisons, die früher hier nicht heimisch waren. 1941 wurden achtzehn Büffel nördlich der Berge ausgesetzt. Im folgenden Jahr kamen fünf Bullen dazu und die Herde wuchs und gedieh bis heute. Zumeist leben sie an den Westhängen des Henry Gebirges, steigen im Sommer in die kühleren höheren Regionen und wandern im Winter ins Tal zur Swapp Mesa und Tarantula Mesa westlich vom Mount Pernell. Das Utah Department of Wildlife Resources schätzt die Herde heute auf rund 200 Tiere. Die erste Büffeljagd in den Henry Mountains fand 1950 statt und seit 1960 gibt es fast alljährlich eine Jagd.

## Geschichte
Die Unwirtlichkeit der Region hat eine umfangreiche Besiedlung der Berge und ihrer Umgebung bisher ausgeschlossen. Es gibt jedoch Indizien für die Anwesenheit prähistorischer Bewohner, wie Angehörige der Fremont- und Anasazi-Kulturen, in den benachbarten Gebieten. Die Besiedlung der Berge selbst jedoch ist nicht nachzuweisen. Auch die Spanier haben keine Versuche unternommen, Siedlungen in dieser abgelegenen Region zu errichten. Pioniere der Mormonen kamen erstmals 1882 in das Gebiet, als sich Elijah Cutler Behunin mit seiner Familie am Standort des heutigen Caineville niederließ. Ihnen folgte Ebenezer Hanks im folgenden Jahr und siedelte gemeinsam mit mehreren anderen Familien am Fremont River. 1885 wurde dort ein Postamt eröffnet und der Ort bekam den Namen Hanksville. Um 1890 lebten zwanzig Familien in der Region und 1893 waren es laut Aufzeichnungen der Kirche schon 500 Bewohner. Weitere kleine Gemeinden wurden am Fremont River gegründet, wie Giles, Mesa, Clifton, Blue Valley und Notom. Doch eine Serie verheerender Überschwemmungen in den 1890er Jahren und dem folgenden Jahrzehnt vertrieb die meisten Siedler, so dass heute nur noch Hanksville besteht. Südlich der Berge gab die kleinen Siedlungen Hite und Halls Crossing. Am Südende der Henry Mountains liegt heute die Ortschaft Bullfrog, ein kleines Touristenzentrum am Ufer des Lake Powell.
In den späten 1870er Jahren trieben Rinderzüchter ihre Herden in die nördlichen Henry Mountains. Nach einigen Jahren zogen sie jedoch weiter. In den 1890er Jahren wurden in den Bergen einige Ranches errichtet, von denen heute nur noch ein paar bestehen. Um 1900 entdeckten die Schafzüchter die Henry Mountains und um 1925 hatten die Schafe die Rinder verdrängt. Kurz nach Ende des Ersten Weltkriegs wurde eine große Ziegenherde in die Berge getrieben. Es heißt, dass einige ihrer Nachfahren noch heute wild in den Bergen leben. Durch die großen Ziegen-, Rinder- und Schafherden kam es zur Überweidung, ein Zustand, von dem sich die Berghänge bis heute nicht erholt haben.
Ein großes Problem stellten die Viehdiebe dar. In den Henry Mountains gab es in den 1890er Jahren zahlreiche sogenannte Outlaws (Gesetzlose) und sonstige zwielichtige Gestalten. Der Outlaw Trail verlief in der Nähe und ein bevorzugtes Versteck war der Robber's Roost (Räuber-Schlafplatz) östlich der Henry Mountains. Dieses Gebiet war ein beliebter Ort für manche Banditen, beispielsweise Butch Cassidy. Die Outlaws zogen vorbei oder versteckten sich in den Henry Mountains, bevor sie anderswo ihre Verbrechen begingen.
Den größten Zustrom an Menschen erlebte die Region durch Goldfunde im Glen Canyon zu Beginn der 1890er Jahre. Die Goldsucher benötigten Holz aus den Bergen für die Minen und Lager. Es wurden Straßen gebaut, um leichter in die Wälder und zu einem Sägewerk am Bull Creek zu kommen. Zur gleichen Zeit errichtete Jack Summer, der 1869 Powell begleitet hatte, eine Bromid-Mine unterhalb des Gipfels vom Mount Ellen. Die Erträge waren gut und um 1893 arbeiteten mehr als 100 Männer in der Mine. Es entstand die Kleinstadt Eagle City am Crescent Creek am Fuß der Berge, mit Wohnhäusern, einem Hotel, zwei Gaststätten, einem Tanzlokal, drei Läden und einem Postamt. Die Denver und Rio Grande Western Railway plante eine Abzweigung von Green River nach Eagle City. Doch schon um 1900 waren die Minen erschöpft und Eagle wurde zur Geisterstadt. Weitere Minen wurden am Mount Hillers errichtet und um die Jahrhundertwende gab es Goldfunde am Osthang des Mount Pennell. Edwin T. Wolverton errichtete dort 1921 ein Pochwerk zum Zerkleinern von Gestein, doch keine Mine brachte die erhofften Erträge. Heute gibt es in den Henry Mountains weder aktive Minen noch Goldsucher.
Westlich der Berge wurde von 1888 bis 1945 Kohle abgebaut. Als es um 1945 zunehmend Absatzprobleme gab, wurden die Kohlegruben geschlossen. Bei der Förderung von Uran sieht es allerdings anders aus. Es ist das einzige Mineral, das in den Henry Mountains kontinuierlich in größeren Mengen abgebaut wird. Die ersten Minen wurden kurz vor dem Ersten Weltkrieg eingerichtet, als man Radium entdeckte, das für medizinische Zwecke und für Leuchtfarben benötigt wurde. In den späten 1930er Jahren und während des Zweiten Weltkriegs gab es eine begrenzte Förderung von Vanadium, das zur Vergütung von Stahl eingesetzt wird. Während des Kalten Krieges stieg die Produktion von Nuklearwaffen und damit der Bedarf an Uran. Zahlreiche neue Uranminen wurden in den Henry Mountains erschlossen, von denen einige noch heute in Betrieb sind. Südlich der Berge entstand Ende der 1970er Jahre die Siedlung Ticaboo, Sitz einer Firma und deren Mitarbeiter, die dort Uran aus den Minen verarbeitete. Als der Preis für verarbeitetes Uran, sogenannter Yellowcake, drastisch sank, wurde die Firma geschlossen. Noch heute sind dort die Relikte aus der Zeit des Uran-Booms zu sehen: Verrostete Maschinen, verlassene Schächte und verstreute Trümmer.

## Tourismus
Dürre, Einsamkeit und die raue Umgebung haben bisher die Ansiedlung von Menschen in den Henry Mountains auf ein Minimum begrenzt. Eine Ausnahme bildet der geflutete Glen Canyon des Colorado Rivers südlich der Berge. Von dort kommen jedes Jahr eine große Anzahl an Touristen, von denen einige von der Einsamkeit und Wildheit der Henry Mountains fasziniert sind. Über 30 Prozent des Niederschlags in den Henry Mountains fallen in den Monaten Juli und August, oft in der Folge von heftigen Gewitterstürmen, von denen die Straßen ausgewaschen werden und die ausgetrockneten Bachläufe zu reißenden Strömen, zu sogenannten Sturzfluten (engl. flash flood) verwandeln. Die Straßen sind gewöhnlich entweder geschottert oder unbefestigte Feldwege und für manche Autos ungeeignet. Straßen in höheren Regionen können durch Steinschlag oder Schnee unpassierbar werden. Der Bull Creek Pass ist gewöhnlich bis Ende Juli wegen Schneewehen gesperrt. Im Bureau of Land Management in Hanksville ist der aktuelle Straßenzustand zu erfahren. Die Henry Mountain Bison Herde ist im Sommer häufig am Südgrat des Mount Ellen zu beobachten. Seltener sind die Desert Bighorn Schafe zu sehen. Sie können sich in abgelegenen Gegenden der Orange Cliffs, der Little Rockies und dem Canyon des Dirty Devil Rivers aufhalten. Im Shitamaring Canyon liegt eine der ergiebigsten Fundstellen von Uran. Hier wurde eine Uran-Verarbeitungsmühle und die Ortschaft Ticaboo Ende der 1970er Jahre an der Utah State Route 276 errichtet.